# Gaietà Estadella i Solé
Gaietà Estadella i Solé (Barcelona, 1875 - idem. 1944) fou un orguener català de l'època post-romàntica.
Aprengué l'art de construir orgues del mestre orguener basc, Aquilino Amezua, que en aquella època s'havia establert a la capital catalana.
Fou cunyat d'un l'altre important orguener Pau Xuclà i Camprubí.
Construí importants instruments, el primer que se'n te constància és el de Sant Andreu de Llavaneres l'any 1918, el van seguir un orgue per Oteiza (Navarra) (1922), l'església de N.S. de l'Alba a Tàrrega (1924) i el gran orgue de Santa Maria de Mataró (1927) dels Pares Mínims de Sant Cugat del Vallès i Sant Pere de les Puelles i del santuari del Cor de Maria. També porten la seva signatura els orgues de Nuestra Señora de la Esperanza a Ubrique (Cadis), i el dels Santos Mártires de Brozas, Càceres.
Pel que fa a l'orgue de l'església parroquial de Vilassar de Mar, aquest, va ser inaugurat el 5 de juliol de l'any 1936, just abans de l'esclat de la Guerra Civil espanyola i va sobreviure a la crema del mobiliari de la parròquia ja que fou desmuntat i guardat en un local durant tot el conflicte bèl·lic. Va ser muntat de nou per l'orguener Pau Xuclà i Camprubí a la nova església parroquial i re-inaugurat el 1947. Es tracta d'un instrument construït per Gaietà Estadella en estil romàntico-simfònic amb dos teclats manuals i un teclat pedaler. Disposa de catorze registres i un total de 899 tubs sonants repartits en dos cossos sonors disposats en un mateix pla i tancats per caixes expressives.

## Galeria

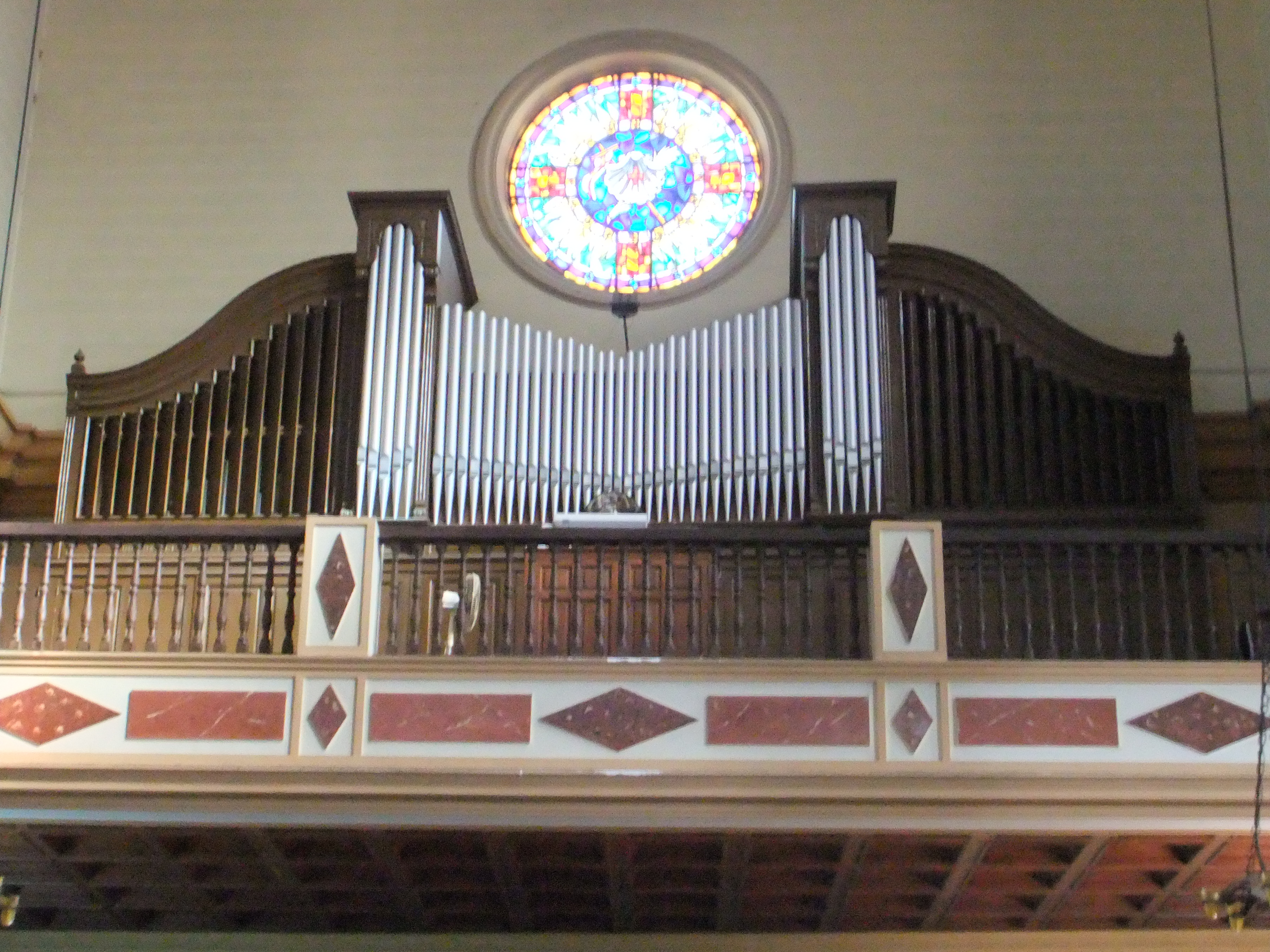
Orgue Estadella de Vilassar de Mar (vista general)
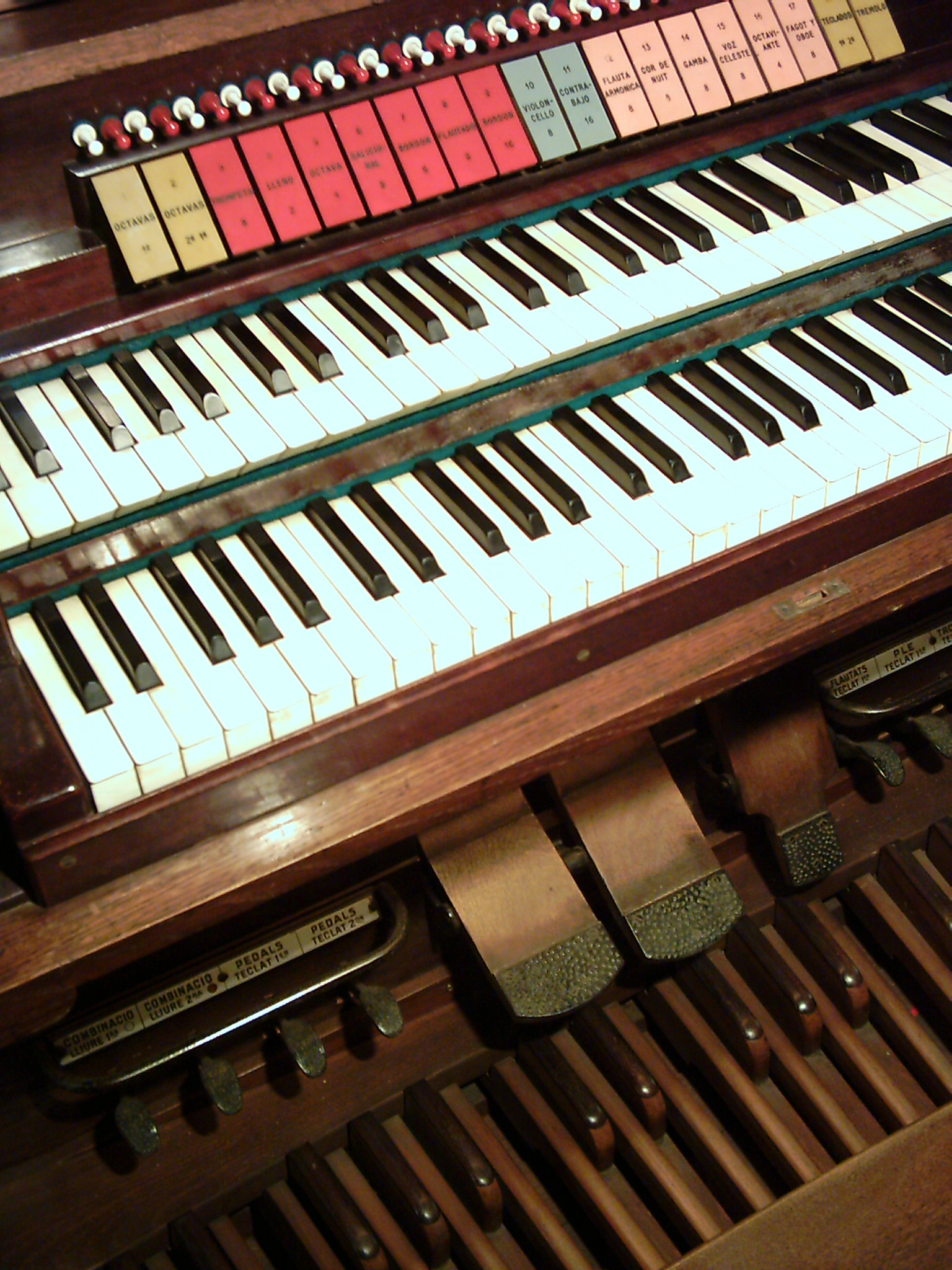
Orgue Estadella de Vilassar de Mar (consola)
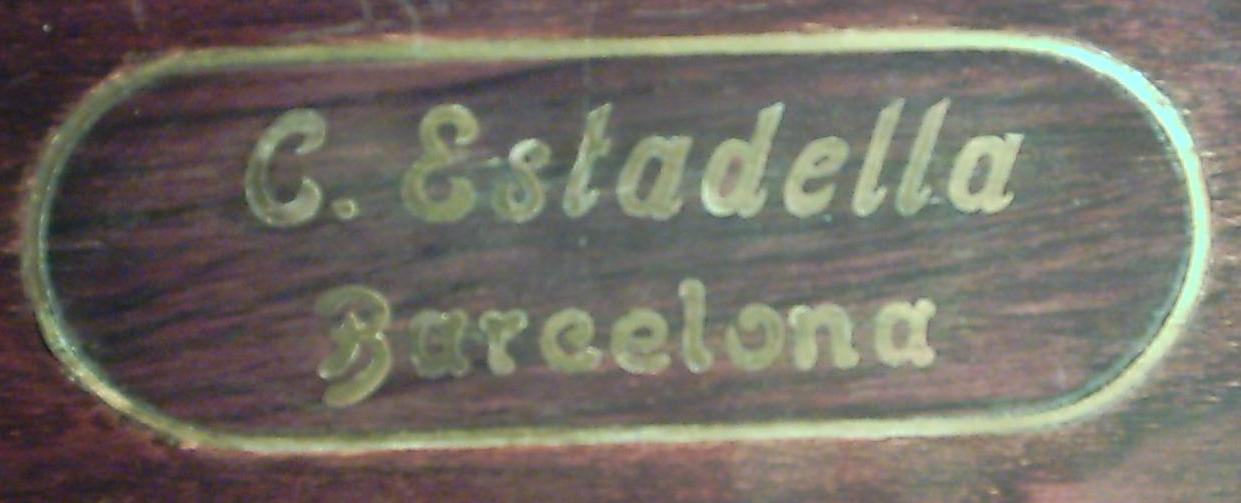
Orgue Estadella de Vilassar de Mar (signatura)
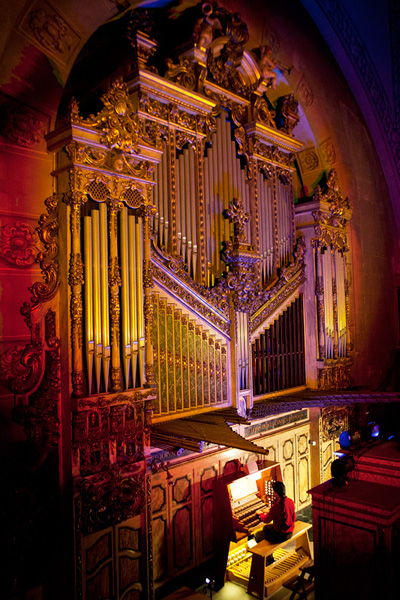
Orgue de Santa Maria de Mataró (vista general)
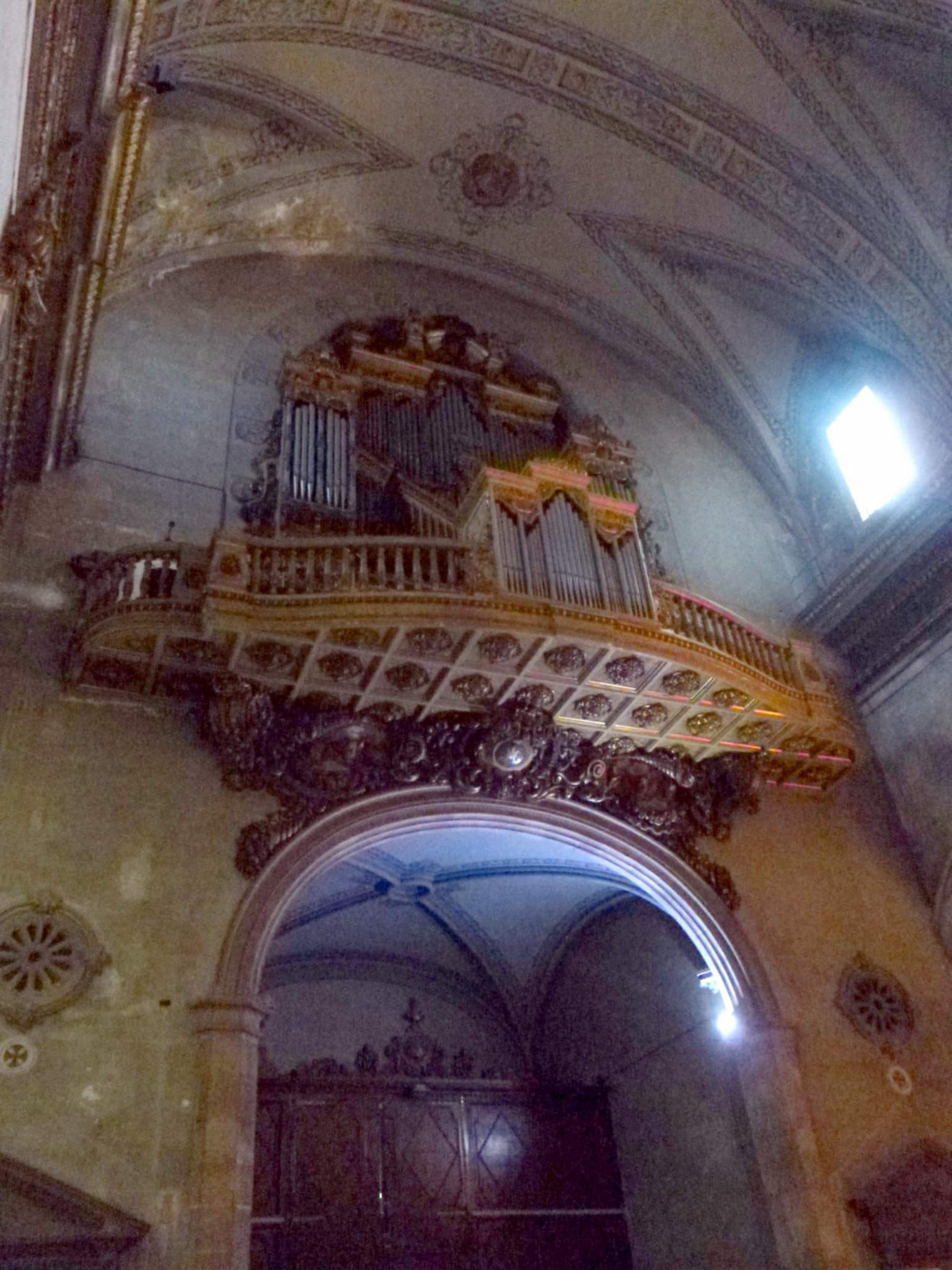
Orgue de Santa Maria de Mataró (vista des de la nau)